# ノンフォーマル教育

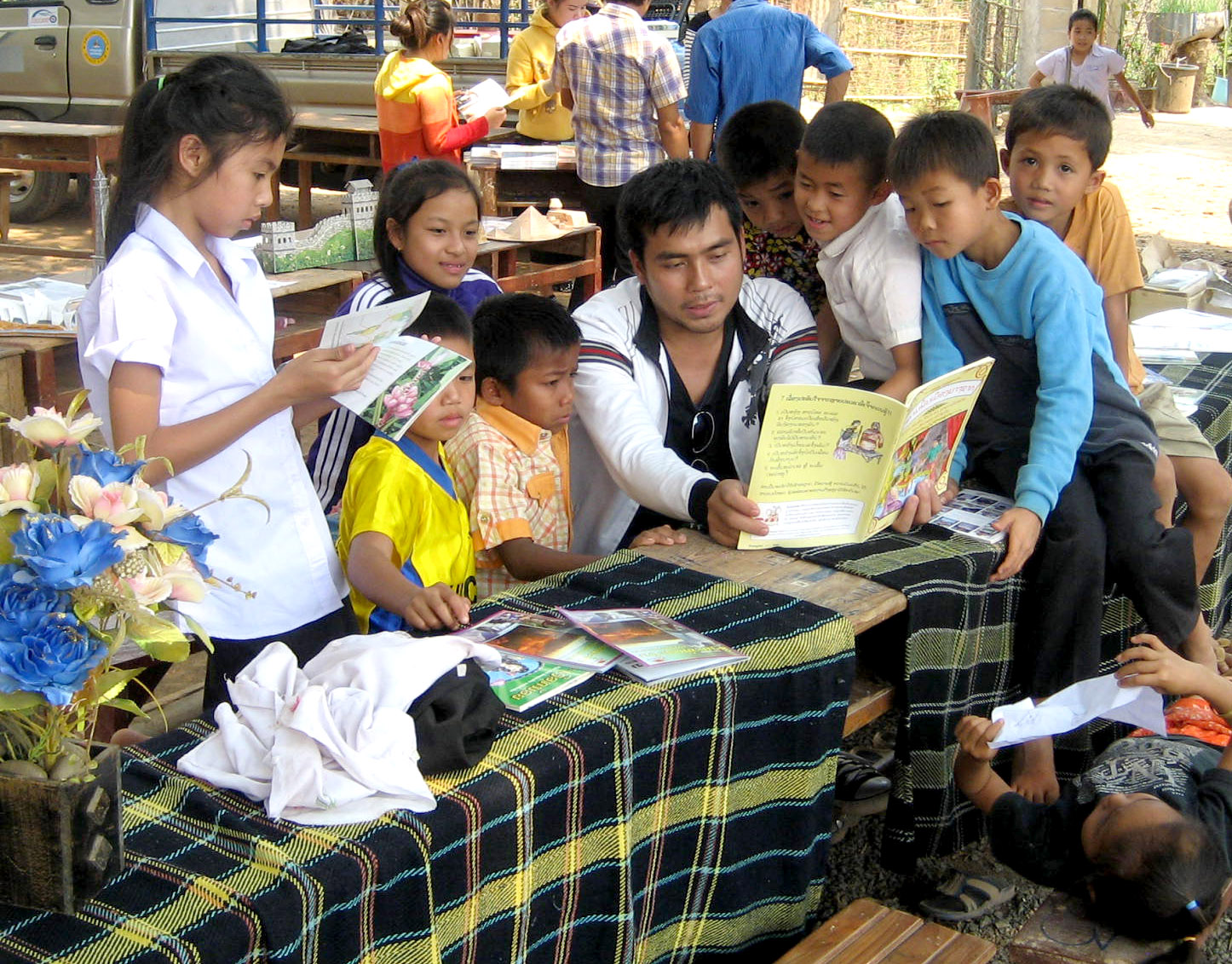
ラオスのBig Brother Mouseにて、子供らへの読み聞かせ

ノン･フォーマル学習（Nonformal learning）とは、フォーマル学習（Formal learning）とは異なり、固定されたカリキュラム、シラバス、教育機関認証、卒業認定などが存在しない様々な学習状況についての緩い定義であり、OECDにおいても認識されている。フォーマル学習とインフォーマル学習の中間に位置する概念になる。
ノン・フォーマル学習者の目的は、技術や知識を高めるだけではなく、感情的な高まりを経験し、その学習テーマについての情熱や愛を高めることでもある。
欧州職業訓練開発センター(CEDEFOP)は2001年のガイドライン「lifelong learning: formal, non-formal and informal learning」において、定義の違いを以下に述べている。
- フォーマル学習：典型的には教育機関や訓練機関によって提供され、対象・学習時間・支援などの面で構造化されており、認証取得のための課程である。フォーマル教育は学習者の視点からは意図的な学習である。[3]
- インフォーマル学習：労働、家族、レジャーなどの日常活動の結果としての学習。構造化されておらず、一般的には認証取得を目的としていない。インフォーマル学習は意図的にもなりえるが、多くのケースでは意図的な学習ではない[3]。

## ノンフォーマル教育の特徴
1. ハンディを持った層のニーズへの応答
2. 特定のカテゴリー集団に注力
3. 目的に対してはっきりと注力する
4. 組織や手法については柔軟である[4]